# Isabel Lucas
Isabel Lucas (Melbourne,  29 de enero de 1985) es una actriz de cine y televisión y modelo australiana, conocida por haber interpretado a Tasha Andrews en la serie australiana Home and Away.

## Biografía
Isabel es de ascendencia suiza por parte de su madre, Beatrice, y australiana por parte de su padre, Andrew. Tiene una hermana mayor llamada Nina. 
Lucas es patrocinadora de una niña de 10 años de Zambia y sus padres de niños de África, América Latina y Asia.
Aparte de inglés, habla francés y alemán. Estudió arte dramático en el Victorian College of Arts y en la Universidad de Tecnología en Queensland.
En julio de 2008 Isabel estuvo involucrada en un accidente automovilístico con Shia LaBeouf, de donde escapó con solo algunos rasguños y moretones mientras que la mano de LaBeouf quedó aplastada por lo que necesitó de cirugía, sin embargo luego se recuperó. El accidente se ocasionó después de que otro vehículo se saltara un semáforo en rojo y chocara con el coche donde se encontraban Shia e Isabel.
Es muy buena amiga de los actores Jason Smith, Sharni Vinson e Indiana Evans con quienes trabajó en Home and Away.
En 2008 salió con el actor Adrian Grenier, la estrella de la serie Entourage, pero la relación terminó en agosto del mismo año.
En 2009 salió brevemente con el actor Joel Edgerton. En noviembre de 2010 comenzó a salir con el cantante Angus Stone,sin embargo la pareja terminó en 2012.

## Carrera
Apareció en un comercial de televisión americana para la pasta de dientes Crest, también apareció en un anuncio para el turismo de Daylesford, representando el papel de novia del famoso, Benjamin Simon. 
En 2003 se unió al elenco de la serie australiana Home and Away donde interpretó a Tasha Andrews-Hunter hasta 2007, luego de que Tasha se fuera de Summer Bay junto a su esposo e hija para irse a vivir con su tía. Por su interpretación ganó un premio logie en 2004 en la categoría de artista nuevo más popular. Isabel había audicionado para el papel de Kit Hunter pero este lo ganó la actriz Amy Mizzi, sin embargo los productores quedaron tan impresionados con Lucas que crearon el papel de Tasha especialmente para ella.
En 2009 apareció en películas como The Waiting City; la película de acción Transformers: la venganza de los caídos, donde interpretó al decepticon que se disfraza como humano Alice; y en Daybreakers, donde interpretó a Alison. la hija de Charles Bromley (interpretado por Sam Neill).
Ese mismo año apareció en el documental americano The Cove, en el un grupo de activistas describen la matanza anual de delfines en el parque nacional en Taiji, Wakayama, en Japón. La película pone de manifiesto que el número de delfines muertos, es varias veces mayor que el número de ballenas que se matan en la Antártida.
En 2010 apareció en películas como la comedia A Heartbeat Away donde interpretó a Mandy Riddick, en la comedia dramática Kin donde dio vida a Anna Petrov y en la película de acción y guerra Red Dawn. Ese mismo año participó en un episodio de la miniserie de la Segunda Guerra Mundial The Pacific producida por Steven Spielberg.
En 2011 apareció en la película de acción, drama y fantasía Inmortals en donde interpretó a la diosa Athena.
En 2012 participó en la película Red Dawn donde interpretó a Erica Martin. En noviembre del mismo año apareció en el vídeo musical de Ed Sheeran titulado "Give Me Love" donde interpretó a cupido.
En 2013 apareció en la películas Loft como Sarah Deakins, y en Knight of Cups como Caroline junto a Cate Blanchett.
En 2015 apareció en la película Ten cuidado con lo que deseas como Lena.
En septiembre de 2015 se anunció que Isabel aparecería en la película SFv1 donde interpretará a Gyp.

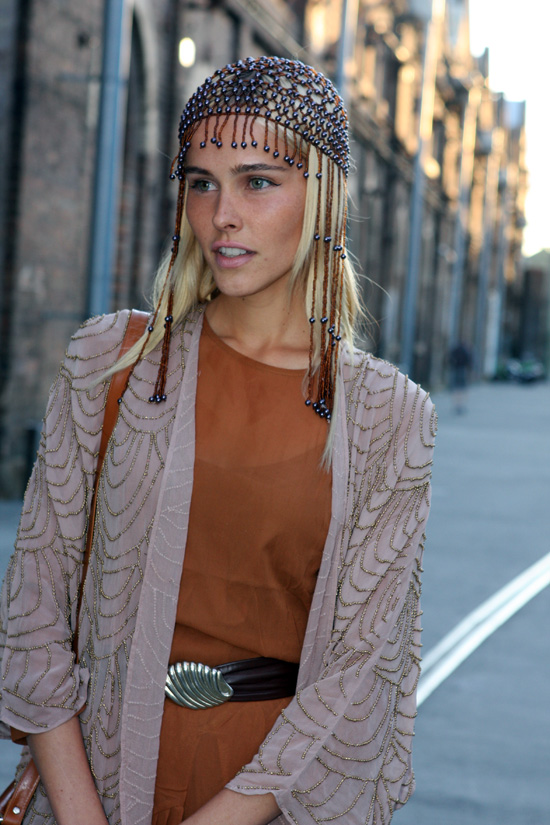
Isabel en el Asos Fashion Cocktail Party en 2011.

En 2017 se unió al elenco principal de la segunda temporada de la serie MacGyver donde dio vida a Samantha Cage, una agente de la CIA, hasta el undécimo episodio después de que su personaje decidiera mudarse a Australia luego de recuperarse de un intento de asesinato en manos del criminal Murdoc (David Dastmalchian).

## Activismo
A Isabel le gusta contribuir con el medio ambiente, la protección de sus habitantes y es una gran amante de los animales, por lo que ha trabajado en asociaciones como Greenpeace para degradar el comercio de la caza de ballenas en Japón, es embajadora de Global Green Plan, entre otras.
En octubre de 2007 un grupo de 30 protestantes de Sea Shepherd Conservation Society, entre ellos Isabel, Hayden Panettiere y el instructor de surf Vaya Phrachanh, remaron en la costa de Taiji, Wakayama, Japón en tablas de surf para protestar contra la matanza de delfines, al grupo se le emitió una orden de arresto por interferir con el comercio internacional, orden que sigue vigente, por lo que tuvieron que abandonar el país para evitar ser detenidos.
Isabel es portavoz de la Australian National Breast Cancer Foundation y muchas otras organizaciones incluyendo World Vision, la que fue embajadora en 2004, The Humour Foundation, Women Against Violence, Oxfam Community Aid Abroad y Save the Whales Again.
Inspiradas por el documental ganador del Oscar, The Cove, varias estrellas de televisión, cine y música se unieron para ayudar a los delfines de Japón, haciendo vídeos. Algunos de los actores que han participado en vídeos para esta organización son Jennifer Aniston, Naomi Watts, Hayden Panettiere, Ben Stiller, Robin Williams, Courtney Cox, Mariska Hargitay, entre otros.
En 2010 fue nominada como una de las celebridades vegetarianas australianas más sexies de AsiaPacific.com.

## Filmografía

### Cine
| Año  | Título                                  | Personaje      | Notas                                                                                                   |
| ---- | --------------------------------------- | -------------- | --- |
| 2016 | SFv1                                    | Gyp            | junto a Kellan Lutz, Daniel MacPherson, Luke Ford, Bren Foster, Rachel Griffiths y Temuera Morrison     |
| 2016 | That's Not Me                           | Zoe Cooper     | junto a Alice Foulcher, Johnny Carr, Richard Davies, Belinda Misevski y Rowan Davie                     |
| 2014 | The Water Diviner                       | Natalia        | junto a Olga Kurylenko, Russell Crowe, Jai Courtney, Ryan Corr, Damon Herriman y Jacqueline McKenzie    |
| 2014 | The Loft                                | Sarah Deakins  | junto a Karl Urban, Wentworth Miller, James Marsden, Rhona Mitra y Eric Stonestreet                     |
| 2014 | Ten cuidado con lo que deseas           | Lena           | junto a Dermot Mulroney, Nick Jonas, Graham Rogers y Paul Sorvino                                       |
| 2014 | Electric Slide                          | Pauline        | junto a Jim Sturgess, Chloë Sevigny, Patricia Arquette, Christopher Lambert y Vinessa Shaw              |
| 2014 | Knight of Cups                          | Isabel         | junto a Christian Bale, Natalie Portman, Joe Manganiello, Cate Blanchett, Teresa Palmer y Joel Kinnaman |
| 2012 | Red Dawn                                | Erica Martin   | junto a Josh Peck, Josh Hutcherson, Chris Hemsworth y Jeffrey Dean Morgan                               |
| 2012 | Love Written in Blond                   | Scarlett       | junto a Xavier Samuel y Escher Holloway                                                                 |
| 2011 | Immortals                               | Atenea         | junto a Mickey Rourke, Kellan Lutz y Henry Cavill                                                       |
| 2011 | A Heartbeat Away                        | Mandy Riddick  | junto a Colin Friels, Sebastian Gregory, Roy Billing y Mark Furze                                       |
| 2010 | The Wedding Party ("Kin")               | Anna Petrov    | - junto a Josh Lawson, Steve Bisley, Tammy MacIntosh y Nadine Garner                                    |
| 2009 | The Waiting City                        | Scarlett       | junto a Radha Mitchell y Joel Edgerton                                                                  |
| 2009 | Daybreakers                             | Alison Bromley | junto a Ethan Hawke, Damien Garvey y Jay Laga'aia                                                       |
| 2009 | Transformers: la venganza de los caídos | Alice          | junto a Shia LaBeouf y Megan Fox                                                                        |

### Series de televisión
| Año         | Serie         | Personaje            | Notas                            |
| ----------- | ------------- | -------------------- | -------------------------------- |
| 2017        | MacGyver      | Samantha Cage        | 11 episodios                     |
| 2017        | Emerald City  | Anna                 | 4 episodios                      |
| 2010        | The Pacific   | Gwen                 | episodio "Melbourne" - miniserie |
| 2003 - 2006 | Home and Away | Tasha Andrews-Hunter | 237 episodios                    |

### Videos musicales
| Año  | Artista    | Canción        | Notas                                     |
| ---- | ---------- | -------------- | ----------------------------------------- |
| 2012 | Ed Sheeran | «Give Me Love» | interpretó a Cupido                       |
| 2010 | Frally     | «Casualty»     | apareció en el video junto a George Byrne |

### Documental
| Año  | Documental |  |
| ---- | ---------- |  |
| 2009 | The Cove   |  |

## Premios y nominaciones
| Año  | Categoría                          | Premio                  | Película/Serie                          | Resultado |
| ---- | ---------------------------------- | ----------------------- | --------------------------------------- | --------- |
| 2004 | Nuevo talento femenino más popular | Logie Awards            | Home and Away                           | Ganadora  |
| 2009 | Mejor actuación femenina rompedora | Scream Awards           | Transformers: la venganza de los caídos | Ganadora  |
| 2010 | Mejor momento WTF                  | MTV Movie & TV Awards   | Transformers: la venganza de los caídos | Nominada  |
| 2010 | Superestrella australiana del año  | Dolly Teen Choice Award | -                                       | Nominada  |
| 2011 | Estrella femenina del mañana       | Young Hollywood Awards  | Immortals                               | Ganadora  |